# 陳思道 (洪武進士)
陳思道，字执中，浙江山阴县（今属绍兴市）人。明朝政治人物。

## 生平
洪武十八年（1385年），陳思道中式乙丑科进士，授刑部主事。太祖欣赏其执法公正，破格提拔为兵部侍郎。其风节正派，无人敢于徇私。后改任礼部侍郎，乞求返乡归养，久之，去世。